# St. Josef (Raigering)
Die Pfarrkirche St. Josef ist ein ortsbildprägendes Kirchengebäude in Raigering, einem Ortsteil der Stadt Amberg in der Oberpfalz (Bayern), das von 1969 bis 1971 im modernen Stil erbaut wurde. Ursprünglich gehörte die Raigeringer Kirchengemeinde zu Aschach; nach der Fertigstellung der Kirche wurde Raigering Pfarrsitz der heutigen Pfarrgemeinde Aschach-Raigering.
Die Grundsteinlegung für das Pfarrzentrum erfolgte am 24. August 1969, die Weihe konnte am 9. Mai 1971 durch Diözesanbischof Rudolf Graber vorgenommen werden. Am 6. Juni 1971 wurden gleichzeitig die ersten drei Taufen in der Pfarrkirche durchgeführt, am 19. Juni 1971 fand die erste Trauung statt.
Das Gebäude ist in der Form eines Zeltes gehalten. Bemerkenswert ist eine sehr große Fensterfläche in Richtung Westen. Ein Glockenträger aus Beton ist der Kirche in der Art eines Campanile vorgelagert. Die Kriegerkapelle von 1933 steht neben dem Gebäude.
Die Glockengießerei Karl Stumpf in Heidelberg goss die Glocken 1972, sie erklingen als „Idealquartett“ mit der Tonfolge e′-g′-a′-c″. Die Glocken wurden im Juli 1972 geweiht.